# 삼학동 (군산시)
삼학동(三鶴洞)은 대한민국의 전북특별자치도 군산시의 동이다.

## 개요
삼학동은 2008년 2월 4일 오룡동과 삼학동이 통합하여 만들어진 행정동이다. 일제강점기에는 군산부 남정동으로 불려오다가 1949년 8월 15일 군산시 남정동으로 개칭되었고, 한국전쟁 중인 1952년 7월 14일 인접한 경원동, 남산동, 도원동 합병 삼학동으로 개칭하였다.
1970년대 구획정리 사업으로 주택 밀집 지역으로 개발되었고, 대학로변(평지대) , 도시미정비 지역(고지대)을 형성하였다. 그 후 삼학동 고지대 주거환경 개선사업을 시행하여 아파트가 들어섰고, 도심권에 위치하여 접근성 용이하여 인구가 유입되었다.

## 법정동
- 삼학동(三鶴洞)
- 오룡동(五龍洞)
- 금광동(錦光洞)

## 아파트
| 단지명   | 건설사          | 시행사       | 주소       | 주소   | 입주       | 비고                               |
| -------- | --------------- | ------------ | ---------- | ------ | ---------- | ---------------------------------- |
| 삼학주공 | 진흥건설㈜      | 대한주택공사 | 미원로 61  | 삼학동 | 2005년 9월 | 국민임대 삼학지구 주거환경개선사업 |
| 삼학대우 | 대우㈜ 건설부문 | 원우건설㈜   | 축동로 188 | 삼학동 | 1996년 7월 | 구 군산동고등학교 부지             |